# Urashima Tarō
Urashima Tarō (浦島 太郎) és una llegenda japonesa sobre un pescador que rescata una tortuga i és recompensat per açò amb una visita al Ryūgū-jō, el palau del Ryūjin, el Déu Drac, sota la mar. Allí se n'està per tres dies, i al retornar al seu poble es troba amb si mateix 300 anys en el futur.

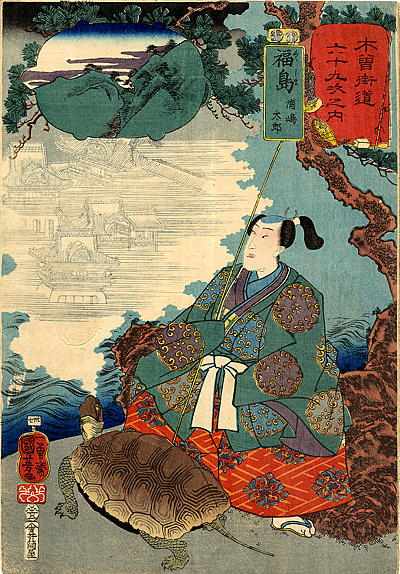
Retrat d'Urashima Tarō d'Utagawa Kuniyoshi

El nom d'Urashima Taro apareix per primera vegada al segle xv (el període Muromachi), en el llibre Otogizōshi, però la història és molt més antiga, que data del segle viii (el període Nara). Aquests llibres més antics, tals com Nihon Shoki, Man'yōshū i Tango no Kuni Fudoki (丹後国風土記) es refereixen a Urashima Taro com Urashimako, encara que la història és la mateixa. Açò representa un canvi en els costums japonesos pels noms; en les eres anteriors, -ko (nen) era utilitzat tant pels noms dels homes com de les dones, tot i això en els últims temps ha estat sobretot un element del nom de la dona, i ha estat reemplaçat per -tarou (gran joventut) en els noms dels nois.